# Fungus Amongus
Fungus Amongus (рус. Грибы среди нас) — дебютный студийный альбом американской рок-группы Incubus, выпущенный 1 ноября 1995 года лейблом Chillum Records — собственный независимый лейбл группы. 7 ноября 2000 года был переиздан на Epic/Immortal после того как альбом стал востребован.

## Предыстория и запись
Группа Incubus была основана в 1991 году, когда её участники ещё учились в старших классах, и в течение следующих нескольких лет записала несколько демо-версий. В 2017 году барабанщик Хосе Пасиллас назвал Fungus Amongus «нашей первой попыткой собрать группу песен на пластинке». Однако гитарист Майк Айнзигер сказал, что рассматривает его как сборник демо-версий, записанных ими в старших классах, а не как цельный студийный альбом. В 2017 году он заявил следующее: 

Делать записи тогда было очень сложно, особенно для группы старшеклассников. У нас не было доступа ни к чему. У нас не было денег на записи. У нас не было студии. У нас не было оборудования. Мы не знали, как пользоваться оборудованием. Но постепенно мы начали знакомиться с определёнными людьми. В итоге мы работали с продюсером, у которого была своя студия звукозаписи.
В 2011 году Айнзигер также утверждал, что процесс написания отличался от более поздних записей, поскольку в то время группа ещё не гастролировала. Он сказал, что «Это определённо другое дело, когда ты находишься в какой-то закрытой среде и пишешь музыку для своих друзей, а именно этим, я думаю, мы и занимались в наши до-S.C.I.E.N.C.E. дни». В первые годы существования Incubus участниками группы было трудно привлечь внимание крупных лейблов, из-за чего в 1995 году они выпустили Fungus Amongus самостоятельно. Группа напечатала 1000 копий и продала их все. Вокалист Брэндон Бойд вспоминал в 2020 году: «Это была наша победа, но, скажу я вам, продать 1000 копий было непросто. Когда мы начали работать с крупным лейблом, это было определённо захватывающе».

## Композиция и стиль
В стилистическом плане Fungus Amongus демонстрирует сильное влияние фанк-метал-групп, таких как Faith No More, Red Hot Chili Peppers, Primus и Mr. Bungle, большинство из которых упомянуты в буклете переиздания 2000 года. В последующих интервью Бойд называл всех этих исполнителей теми, кто повлиял на группу, и упоминал, что ему было приятно выступать с ними вместе, в том числе с Mr. Bungle на SnoCore Tour в 2000 году и с Faith No More на фестивале Soundwave в Австралии в 2015 году. В 1995 году в рецензии на концерт Incubus Трейси Эсслингер из журнала Music Connection описала их звучание как «фанк-трэш», отметив, что «подавляющее большинство песен начинается с тягучих фанковых ритмов». Группа также представила квази-рэп-стиль в альбоме Fungus Amongus, который продолжился в альбоме S.C.I.E.N.C.E. 1997 года, где Бойд читает рэп в таких песнях, как «Psychopsilocybin», «Trouble in 421», «Speak Free» и «Take Me to Your Leader».
«Medium» начинается с того, что неизвестная женщина исполняет вокальную мелодию а капелла, напоминающую фрагмент из короткометражки «Looney Tunes» 1939 года под названием «Даффи Дак и динозавр». Поскольку «Medium» не был перезаписан для Enjoy Incubus, вокальная мелодия женщины была добавлена в конец перезаписанной версии «Take Me to Your Leader», которая в Fungus Amongus следует за «Medium». В открывающей песне «You Will Be a Hot Dancer» есть строчка «давай разденем этого Мармадюка», которая отсылает к одноимённому комиксу о собаке. В песне «Shaft!» упоминается Лорена Боббитт, американка, получившая известность после того, как в 1993 году отрезала мужу пенис.
В интервью 2012 года Бойд отметил следующее: 

Fungus Amongus был очень точным отражением того, где мы были в то время. Мы были подростками и почти ничего не знали и не понимали о мире. Мы учились писать песни и быть группой, и у нас не было ни малейшего представления о том, что эти записи будут иметь успех. Это было почти искусство аутсайдеров. Я думаю, что Fungus Amongus и S.C.I.E.N.C.E. были Incubus, которые всё ещё искали свой неповторимый голос. Так что эти альбомы — шизоидные объединения многих групп, которыми мы зачитывались в начале и середине 1990-х.

## Художественное оформление
На обложке альбома изображён мухомор — лат. Amanita muscaria, который используют в качестве средства против мух. Многие имена, указанные в разделе «Состав», на самом деле являются псевдонимами участников группы. «Fabio» — это Майк Айнзигер; «Dirk Lance» — это басист Алекс Катунич, который позже взял это прозвище в качестве сценического имени; «Brandy Flower» — это реальный сотрудник Sony; а «Happy Knappy» — это Брэндон Бойд. «Bett» и «Brett Spivery» — это Бретт Спайви, давний друг группы, который впоследствии снял их первые два DVD и клипы на песни «I Miss You» и «Summer Romance (Anti-Gravity Love Song)».

## Выпуск
Песни «Hilikus», «Shaft!», «Take Me to Your Leader» и «You Will Be a Hot Dancer» были перезаписаны для мини-альбома Enjoy Incubus 1997 года, который стал первым релизом группы после подписания контракта с Epic/Immortal Records в 1996 году. Мини-альбом также включал дополнительный материал, например новую песню под названием «Version». В перезаписанных треках Fungus Amongus были добавлены диджейские семплы DJ Lyfe, который присоединился к Incubus в конце 1995 года, после выхода Fungus Amongus. В перезаписанной версии «Hilikus» был новый скрытый трек без названия, который проигрывается после нескольких минут тишины. В этом релизе некоторые участники группы получили новые псевдонимы: Айнзигер стал «Dynamike», Бойд — «Brandon of the Jungle», а DJ Lyfe — «Kid Lyfe». В S.C.I.E.N.C.E. группа продолжала придумывать новые псевдонимы, но в последующих релизах отказалась от этой концепции.

## Продвижение
После первого выпуска альбом не попал в чарты, однако после переиздания в 2000 году на лейбле Epic/Immortal Records ему удалось занять 116-е место в Billboard 200.
Группа не исполняла ни одной песни из альбомов Fungus Amongus или Enjoy Incubus с 2004 года. В том году они девять раз исполнили «Take Me to Your Leader» во время тура в поддержку альбома A Crow Left of the Murder..., а до этого не играли её с 1998 года. В последний раз они исполняли другие песни из альбома Fungus Amongus в 2000 году. Интро к «Trouble in 421» было ненадолго сыграно на концерте в июле 2011 года в Лос-Анджелесе, который был записан для их альбома Incubus HQ Live. Хотя Incubus до сих пор регулярно исполняет некоторые песни из S.C.I.E.N.C.E., в 2012 году Бойд заявил, что группа не собирается снова исполнять треки из Fungus Amongus. Он заметил: «Самое смешное, что люди до сих пор просят многие из этих песен. Мы очень рады, что они существуют, но мы бы предпочли, чтобы они существовали только в записях. Я даже не знаю, смогли бы мы их сыграть».

## Отзывы критиков
| Оценки критиков               | Оценки критиков |
| Источник                      | Оценка          |
| ----------------------------- | --------------- |
| AllMusic                      | [ 28 ]          |
| Kerrang!                      | [ 29 ]          |
| The Rolling Stone Album Guide | [ 30 ]          |

Альбом получил в основном негативные отзывы критиков. Дин Карлсон из AllMusic написал: «Независимый дебют Incubus — ничем не примечательная попытка сыграть в стиле фанк на MTV». Он также раскритиковал фронтмена Брэндона Бойда, написав: «Здесь есть многое, что вызывает неприязнь, особенно фронтмен Брэндон Бойд, который рычит так, будто хочет, чтобы его голос принадлежал кому угодно, только не ему самому». В 2001 году журнал Spin назвал альбом «глупым» и «помешанным на Primus».
В «The New Rolling Stone Album Guide» (2004 г.) альбому была поставлена одна звезда из пяти. В рецензии говорится: «Хотя об этом можно лишь смутно догадываться, великая эпоха фанк-метала пришлась на начало 1990-х, между закатом хэви-метала и расцветом гранжа». В нём добавляется, что «Incubus были новичком в плеяде фанатов из пригорода без рубашек, которые были сильно вдохновлены Red Hot Chili Peppers, Primus и Faith No More», и что «Fungus Amongus, сборник слэповых басов и наигранной причудливости, казался безнадёжно устаревшим в 1995 году». Книга 2003 года «The Rough Guide to Rock» описывает альбом как «готовую смесь фанка, рока, метала и преднамеренной странности, которая лишь намекает на то, что Incubus будут продюсировать в дальнейшем». Фрэнк Гуан из Vulture в 2017 году заявил, что это «искренняя и искусная пародия на их фанк-пьяных кумиров» и охарактеризовал её лирическое содержание как «отсылки к 4/20, космическим пришельцам и псилоцибиновым грибам».

### Награды
В 2020 году Ultimate Guitar включил его в свой список «8 знаковых альбомов фанк-метала». Loudwire добавил его в список под названием «26 групп, которые не похожи на свои первые альбомы». Они заявили, что «под влиянием Faith No More, Primus и хип-хопа фанк-рэп/рок Fungus Amongus стал отражением тяжёлой музыки 1995 года».

### Влияние
Оглядываясь на дискографию Incubus в интервью Kerrang! в 2017 году, Бойд отметил: «Fungus Amongus было очень весело записывать, но мы не знали, что делаем. Думаю, именно поэтому многим нашим фанатам нравится этот альбом, но меня он заставляет содрогаться. Я бы с радостью похоронил его навсегда». В статье Louder Sound за 2022 год Бойд поставил его на последнее место в своём рейтинге восьми студийных альбомов Incubus. Он сказал: «Это не похоже на студийный альбом. Он был едва ли сведён и записан — S.C.I.E.N.C.E. был первым альбомом, на запись которого у нас был бюджет». В 2020 году журнал Kerrang! поставил восемь студийных альбомов группы на первое место в своём рейтинге. Fungus Amongus занял седьмое место, опередив только их альбом 2011 года If Not Now, When?. В 2023 году в журнале Alternative Press поставили его на пятое место в своём рейтинге, отметив, что «хотя группа, безусловно, умела играть, в ней ещё не было ничего отточенного или прорывного».

## Список композиций
Автор текстов песен Брэндон Бойд, авторы музыки Брэндон Бойд, Майк Айнзайгер, Алекс Катунич, Хосе Пасиллас.
| №                   | Название                   | Длительность |
| ------------------- | -------------------------- | ------------ |
| 1.                  | «You Will Be a Hot Dancer» | 3:47         |
| 2.                  | «Shaft!»                   | 3:14         |
| 3.                  | «Trouble in 421»           | 4:41         |
| 4.                  | «Take Me to Your Leader»   | 4:27         |
| 5.                  | «Medium»                   | 3:12         |
| 6.                  | «Speak Free»               | 4:55         |
| 7.                  | «The Answer»               | 3:02         |
| 8.                  | «Psychopsilocybin»         | 4:20         |
| 9.                  | «Sink Beneath the Line»    | 3:15         |
| 10.                 | «Hilikus»                  | 3:15         |
| Общая длительность: | Общая длительность:        | 38:13        |

## Участники записи
| Incubus - Брэндон «Happy Knappy» Бойд — вокал, джембе, арт-директор (как «Brandy Flower») - Майк «Fabio» Айнзигер — гитара - Алекс «Dirk Lance» Катунич — бас-гитара - Хосе «Salsa» Пасиллас — барабаны | Производственный персонал - Джим Вирт — продюсер, аудиоинженер - Бретт «Brett Spivery» Спивей — арт-директор, дизайн обложки (как «Brett») - Кенни Моррисон — фотограф |

## Чарты
| Чарт (2000 г.)      | Позиция в чартах |
| ------------------- | ---------------- |
| США (Billboard 200) | 116              |